# Нуаркур
Нуарку́р (фр. Noircourt) — коммуна во Франции, находится в регионе Пикардия. Департамент коммуны — Эна. Входит в состав кантона Вервен. Округ коммуны — Вервен.
Код INSEE коммуны — 02556.

## Население
Население коммуны на 2010 год составляло 90 человек.
| 1962 | 1968 | 1975 | 1982 | 1990 | 1999 | 2010 |
| ---- | ---- | ---- | ---- | ---- | ---- | ---- |
| 167  | 152  | 103  | 109  | 101  | 92   | 90   |

## Экономика
В 2010 году среди 63 человек трудоспособного возраста (15—64 лет) 48 были экономически активными, 15 — неактивными (показатель активности — 76,2 %, в 1999 году было 66,1 %). Из 48 активных жителей работали 43 человека (28 мужчин и 15 женщин), безработных было 5 (4 мужчины и 1 женщина). Среди 15 неактивных 3 человека были учениками или студентами, 5 — пенсионерами, 7 были неактивными по другим причинам.